# Tháng 4 năm 2007
Trang này liệt kê những sự kiện quan trọng vào tháng 4 năm 2007.

## Chủ nhật, ngày1 tháng 4
- Sinh viên Iran biểu tình ở ngoài tòa đại sứ Anh ở Tehran về vụ Iran bắt giữ 15 sĩ quan Hải quân Hoàng gia.
- Michael Phelps phá năm kỷ lục thế giới về bơi lội tại Giải vô địch thể thao dưới nước thế giới ở Melbourne (Úc).

## Thứ hai, ngày2 tháng 4
- Hàng ngàn người mất nhà cửa sau khi trận động đất gây ra sóng thần tại Quần đảo Solomon.

## Thứ tư, ngày4 tháng 4
- Tổng thống Iran Mahmoud Ahmadinejad tuyên bố thả 15 sĩ quan Hải quân Hoàng gia bị bắt cách bờ biển Iraq–Iran.
- Một nhóm nhà khoa học đã tìm ra cách để đổi các nhóm máu thành nhóm O để truyền máu. Washington Times

## Chủ nhật, ngày8 tháng 4
- Trong thông báo ngày Phục Sinh, các giám mục Công giáo tại Zimbabwe kêu gọi Tổng thống Robert Mugabe từ chức. AP/CNN Lưu trữ ngày 13 tháng 8 năm 2007 tại archive.today

## Thứ ba, ngày10 tháng 4
- Những nhà thiên văn học khám phá rằng HD 209458 b, một ngoại hành tinh trong chòm sao Phi Mã (Pegasus), có hơi nước trong khí quyển. Space.com

## Thứ năm, ngày11 tháng 4
- Thủ tướng CHNDTH Ôn Gia Bảo đọc diễn văn tại Quốc hội Nhật Bản, đây là lần đầu tiên trong lịch sử một thủ tướng Trung Quốc có mặt tại đây. BBC VNN

## Thứ bảy, ngày14 tháng 4
- Khoảng 200.000 người biểu tình tại Ankara, Thổ Nhĩ Kỳ chống đương kim Thủ tướng Recep Tayyip Erdoğan ứng cử Tổng thống.

## Chủ nhật, ngày15 tháng 4
- Hàng ngàn người biểu tình tại Saint-Petersburg chống Tổng thống Nga Vladimir Putin; có người bị cảnh sát đánh đập.

## Thứ hai, ngày16 tháng 4
- 33 người chết và 29 người bị thương sau khi Cho Seung-Hui, một sinh viên gốc Hàn Quốc, nổ súng tại Đại học Bách khoa Virginia trong vụ nổ súng dân sự đẫm máu nhất trong lịch sử Hoa Kỳ.

## Thứ tư, ngày18 tháng 4
- Hơn 200 người thiệt mạng trong nhiều vụ bom nổ tại Baghdad, Iraq.
- Tập đoàn Essar của Ấn Độ sẽ mua hai hãng thép Algoma Steel (Canada) và Minnesota Steel (Mỹ) cho hơn 1,6 tỷ Mỹ kim mỗi hãng.

## Thứ năm, ngày19 tháng 4
- Nghị viện România đình chỉ Tổng thống Traian Băsescu sau khi bỏ phiếu cách chức ông về vụ lạm quyền.
- Thủ tướng Chính phủ Nguyễn Tấn Dũng đã chỉ đạo ngừng triển khai Đề án tin học hoá quản lý hành chính nhà nước giai đoạn 2001 - 2005 (Đề Án 112).

## Thứ hai, ngày23 tháng 4
- Cựu Tổng thống Nga Boris Yeltsin qua đời, thọ 76 tuổi.

## Thứ tư, ngày25 tháng 4
- Euro tới giá trị cao nhất trong lịch sử đối với đô la Mỹ, một euro bằng 1,3649 USD.
- Các nhà khoa học khám phá ra Gliese 581 c, một ngoại hành tinh kiểu Trái Đất thuộc chòm sao Thiên Xứng, và cho rằng nó có thể hỗ trợ sự sống vì nằm ở trong đới sinh sống.

## Thứ sáu, ngày27 tháng 4
- Chiến sĩ đồng thiếc, một đài kỷ niệm Hồng Quân Xô viết tại Tallinn (Estonia), bị tháo gỡ sau một đêm náo loạn.